# Rheinvorland bei Perrich
Rheinvorland bei Perrich este o arie protejată (arie specială de conservare — SAC, sit de importanță comunitară — SCI) din Germania întinsă pe o suprafață de 51,17 ha, integral pe uscat.

## Localizare
Centrul sitului Rheinvorland bei Perrich este situat la coordonatele 51°39′22″N 6°34′36″E / 51.6561°N 6.5767°E.

## Înființare
Situl Rheinvorland bei Perrich a fost declarat sit de importanță comunitară în octombrie 2000 pentru a proteja . Situl a fost protejat și ca arie specială de conservare în aprilie 2009.

## Biodiversitate
Situată în ecoregiunea atlantică, aria protejată conține 2 habitate naturale: Râuri cu maluri nămoloase cu vegetație de Chenopodion rubri p.p. și Bidention p.p., Păduri aluvionare cu Alnus glutinosa și Fraxinus excelsior (Alno-Padion, Alnion incanae, Salicion albae).
La baza desemnării sitului se află un număr nedeclarat de specii protejate: